# Susanna Lira
Pour les articles homonymes, voir Lira.
Susanna Lira née à Río de Janeiro en 1971, est une documentariste brésilienne. Elle traite dans ses documentaires de la torture subie sous la dictature, l'oppression des femmes, le racisme de la société, la violence du système.

## Biographie
Susanna Lira est née à Río de Janeiro, d'une mère brésilienne et d'un père équatorien qu'elle n'a pas connu. Elle est titulaire d'un diplôme de troisième cycle en philosophie, droit international et droits de l'homme, avec une spécialisation en biopolitique criminelle.
Elle réalise de nombreuses séries télévisées pour Disney, Paramount +, HBO, Universal Channel, Al Jazeera, TV Globo. Dans ses films et documentaires, elle dénonce l'oppression des femmes, le racisme, l'homophobie, les favelas.
Son documentaire The Maiden Tower de 2018 revient sur les conditions de détentions des femmes à la prison de Tiradentes pendant la dictature dans les années 1970. Susanna Lira a mis sept ans à convaincre les femmes de témoigner. Elles n'avaient jamais raconter à leurs proches les tortures et les violences sexuelles qu'elles ont subies. Dilma Rousseff témoigne pour la première fois sur cette période.
En 2016, elle réalise Mataram Nossos Filhos (They Have Killed Our Children). 150 jeunes noirs sont tués chaque jour par la police au Brésil. Susanna Lira mène le groupe les Mères de Mai, composé de femmes, mères ou proches qui essaient d'obtenir justice pour leurs enfants assassinés par la police brésilienne. Dans ce film, elle dénonce la militarisation de la police et un pays raciste et misogyne.
En 2019, le Festival de films de femmes Femcine au Chili lui consacre une rétrospective.
Susanna Lira réalise aussi des fictions sur des sujets sociétaux : l'exploitation minière, le mouvement évangélique, l'avortement, la chirurgie plastique.
Dans A Mãe de Todas as Lutas, elle montre un avenir de changements sous un angle écoféministe. Ses protagonistes sont des femmes impliquées dans la lutte pour la terre, inspirées notamment par les guerrières Krenak . Elle montre les luttes du peuple autochtone Botocudos pour la reconnaissance des peuples autochtones, la protection de l'environnement et les droits des femmes.
En 2022, elle part en Équateur, à la recherche de son père qu'elle n'a jamais connu. Elle filme cette enquête.

## Films
- Positivas, 78 min, 2009
- Porque temos esperança, 2014
- Mataram Nossos Filhos (They have killed our children), 2016
- Torre das Donzelas (Maiden's Tower), 97 min, 2018
- Amnestia, 2019
- A Mãe de Todas as Lutas (La Mère de toutes les luttes), 84 min, 2021[7]
- Nada Sobre meu Pai, 90 min, 2022

## Prix et distinctions
- Prix du jury, Overcome festival, 2018, pour Porque Temos Esperança
- Meilleur documentaire, Festival international de film de Rio de Janeiro, 2010
- Meilleur documentaire, Festival international de film de São Paulo, pour Maiden's Tower, 2018